# ŠK Aqua Turčianske Teplice
Il ŠK Aqua Turčianske Teplice, o semplicemente ŠK Aqua, è stata una società calcistica slovacca, con sede nella città di Turčianske Teplice.

## Storia
La società fu fondata nel 1911. Per la maggior parte della sua storia, il club fu chiamato Baník Turčianske Teplice, dopo l'ingresso di Jaroslav Fidrik nel 1998 fu ribattezzato ŠK Aqua Turčianske Teplice. Nel 2011, il proprietario del club sciolse la squadra maschile e successivamente le giovanili per problemi finanziari, segnando l'effettiva scomparsa del club.
Giocò le sue partite casalinghe allo stadio Turčianske Teplice con una capacità di 1.500 spettatori.

## Nomi del club
- 1911 - TJ Rohožník
- 1988 - ŠK Aqua Turčianske Teplice

## Posizionamento nelle stagioni
Legenda: PG - partite giocate, V - vittorie, P - pareggi, S - sconfitte, GF - gol segnati, GS - gol subiti, +/- - differenza punteggio, Pt - punti, colorazione rossa - discesa, colorazione verde - progresso, colorazione viola - riorganizzazione, cambio di gruppo o competizione
| Slovacchia (1999 – 2009) |               |         |     |     |     |     |     |     |     |     |           |
| Stagione                 | Campionato    | Livello | PG  | V   | P   | S   | GF  | GS  | +/- | Pt  | Posizione |
| 1999/00                  | 4º campionato | 4       | ... | ... | ... | ... | ... | ... | ... | ... |           |
| 2000/01                  | 3º campionato | 3       | 30  | 19  | 1   | 10  | 62  | 45  | +17 | 58  | 3.        |
| 2001/02                  | 3º campionato | 3       | 29  | 14  | 10  | 5   | 57  | 25  | +32 | 52  | 3.        |
| 2002/03                  | 3º campionato | 3       | 30  | 21  | 6   | 3   | 63  | 19  | +44 | 69  | 2.        |
| 2003/04                  | 3º campionato | 3       | 29  | 19  | 4   | 6   | 69  | 23  | +46 | 61  | 2.        |
| 2004/05                  | 3º campionato | 3       | ... | ... | ... | ... | ... | ... | ... | ... |           |
| 2005/06                  | 3º campionato | 3       | ... | ... | ... | ... | ... | ... | ... | ... | 1.        |
| 2006/07                  | 1º campionato | 2       | 22  | 4   | 1   | 17  | 27  | 50  | -23 | 13  | 12.       |
| 2007/08                  | 3º campionato | 3       | ... | ... | ... | ... | ... | ... | ... | ... |           |
| 2008/09                  | 3º campionato | 3       | 28  | 6   | 6   | 16  | 36  | 75  | -39 | 24  | 15.       |